# Paco Godia
Francisco Godia Sales, detto Chico o Paco (Barcellona, 21 marzo 1921 – Barcellona, 28 novembre 1990), è stato un pilota automobilistico spagnolo.

## Carriera

### Formula 1
Paco Godia debuttò in Formula 1 nel 1951 correndo solo il Gran Premio di Spagna con una Maserati 4CLT/48 della Scuderia Milano senza però ottenere punti. 
Nel 1954 corse nuovamente il Gran Premio casalingo guidando una Maserati 250F del team ufficiale Maserati e arrivando anche stavolta fuori dalla zona punti.
I punti arrivarono nel 1956 quando, guidando ancora per il team italiano, ottenne due quarti posti, in Germania e a Monza, totalizzando 6 punti che gli valsero la nona posizione alla fine del campionato, che sarebbe stato il suo migliore in Formula 1.
Continuò a guidare la Maserati 250F sia nel 1957 che nel 1958, dapprima come pilota della squadra ufficiale, e successivamente come pilota privato. Non ottenne risultati di rilievo e la sua ultima apparizione in Formula 1 avvenne in occasione del Gran Premio di Francia.

### Dopo la Formula 1
Abbandonata la Formula 1 partecipò occasionalmente a qualche gara di Formula 2 tra il 1966 e il 1967, prima di dedicarsi alle auto sport. 
Nel 1968 vinse la 6 Ore di Barcellona a bordo di una Ford GT40 e nel 1969 arrivò secondo alla 6 Ore di Jarama a bordo di una Porsche 908 Spyder.
Alla fine del 1969 annunciò il ritiro definitivo dalle corse.
Oltre a essere un pilota fu anche un amante dell'arte: infatti aprì un museo a Barcellona dove sono contenute sia opere d'arte che cimeli da corsa appartenuti al pilota spagnolo stesso.
Paco Godia morì nel 1990 a Barcellona, sua città natale, all'età di 69 anni.

## Risultati in Formula 1
| 1951 | Scuderia        | Vettura          |  |  |  |  |  |  |  |    |  |  |  | Punti | Pos. |
| ---- | --------------- | ---------------- |  |  |  |  |  |  |  | -- |  |  |  | ----- | ---- |
| 1951 | Scuderia Milano | Maserati 4CLT/48 |  |  |  |  |  |  |  | 10 |  |  |  | 0     |      |

| 1954 | Scuderia                  | Vettura       |  |  |  |  |  |  |  |  |   |  |  | Punti | Pos. |
| ---- | ------------------------- | ------------- |  |  |  |  |  |  |  |  | - |  |  | ----- | ---- |
| 1954 | Officine Alfieri Maserati | Maserati 250F |  |  |  |  |  |  |  |  | 6 |  |  | 0     |      |

| 1956 | Scuderia                  | Vettura       |  |  |  |     |   |   |   |   |  |  |  | Punti | Pos. |
| ---- | ------------------------- | ------------- |  |  |  | --- | - | - | - | - |  |  |  | ----- | ---- |
| 1956 | Officine Alfieri Maserati | Maserati 250F |  |  |  | Rit | 7 | 8 | 4 | 4 |  |  |  | 6     | 9º   |

| 1957 | Scuderia                  | Vettura       |  |  |  |  |  |     |     |   |  |  |  | Punti | Pos. |
| ---- | ------------------------- | ------------- |  |  |  |  |  | --- | --- | - |  |  |  | ----- | ---- |
| 1957 | Officine Alfieri Maserati | Maserati 250F |  |  |  |  |  | Rit | Rit | 9 |  |  |  | 0     |      |

| 1958 | Scuderia       | Vettura       |   |    |  |  |     |     |  |  |  |  |  | Punti | Pos. |
| ---- | -------------- | ------------- | - | -- |  |  | --- | --- |  |  |  |  |  | ----- | ---- |
| 1958 | Pilota privato | Maserati 250F | 8 | NQ |  |  | Rit | Rit |  |  |  |  |  | 0     |      |

| Legenda | 1º posto     | 2º posto | 3º posto    | A punti         | Senza punti/Non class.  | Grassetto – Pole position Corsivo – Giro più veloce |
| Legenda | Squalificato | Ritirato | Non partito | Non qualificato | Solo prove/Terzo pilota | Grassetto – Pole position Corsivo – Giro più veloce |